# Гёкдемир, Али
Али Гёкдемир (нем. , азерб. и тур. Ali Gökdemir; род. 17 сентября 1991[…], Швебиш-Халль) — немецкий и азербайджанский футболист турецкого происхождения, защитник клуба «Швебиш-Халль». Выступал за национальную сборную Азербайджана.

## Биография
Родился в немецком городе Швебиш-Халль.
В 2010 году Али Гёкдемир подписал соглашение с немецким клубом «Ганновер 96». Поначалу играл за резервный состав клуба в четвёртом дивизионе чемпионата Германии. В сезоне 2012/13 попал в заявку «красных» на матчи Бундеслиги. В январе 2014 года был отдан в турецкий «Элязыгспор».
Играл за молодёжную сборную Азербайджана. С 2012 года вызывался в ряды национальной сборной.